# Mary Ann Nyberg
Mary Ann Nyberg (Tulsa, Estats Units 1923 - Montreal, Canadà 1979) fou una fou una dissenyadora de roba estatunidenca.

## Biografia
Va néixer el 7 de febrer de 1923 a la ciutat de Tulsa, població situada a l'estat nord-americà d'Oklahoma. A la dècada del 1970 es casà amb el crític cinematogràfic Arthur Knight.
Va morir el 19 de setembre de 1979 a la ciutat de Montreal (Canadà), a conseqüència d'una hemorràgia cerebral.

## Carrera artística
Inicià la seva etapa professional en el cinema com a dissenyadora de moda en la pel·lícula Lili (1953) de Charles Walters, i aquell mateix destacà en les seves creacions per la pel·lícula Melodies de Broadway de Vincente Minnelli, que li feu guanyar la seva primera nominació a l'Oscar al millor vestuari en color, si bé perdé davant les creacions de Charles LeMaire i Emile Santiago per a La túnica sagrada.
El 1954 tornà a participar en dues produccions, Carmen Jones d'Otto Preminger i A Star Is Born de George Cukor, per la qual aconseguí la seva segona i última nominació al premi Oscar. En aquesta ocasió perdé el premi davant la creació de la japonesa Sanzo Wada per a Jigokumon.
L'any 1965 fou supervisora de vestuari de la pel·lícula L'home del braç d'or del mateix Preminger.

## Premis i nominacions

### Premis Oscar
| Any  | Categoria       | Pel·lícula                                              | Resultat |
| ---- | --------------- | ------------------------------------------------------- | -------- |
| 1953 | Millor vestuari | Melodies de Broadway                                    | Nominat  |
| 1954 | Millor vestuari | A Star Is Born juntament amb Jean Louis i Irene Sharaff | Nominat  |